# Вальдберг, Геннадий Юрьевич
Геннадий Юрьевич Вальдберг (род. 20 марта 1947, Легница) — прозаик, эссеист, специалист по компьютерной графике.

## Биография
В 1965 году окончил 10-й «В» класс средней школы № 67 Киевского района города Москвы (ныне гимназия № 1567). Служил в стройбате на Белом море.
Первые рассказы написал в 1968 году. Участвовал в работе секции молодых фантастов при Центральном доме литераторов.
Один из заметных участников московской литературной группы «Спектр», возникшей в 1963 году и официально просуществовавшей до 1971 года.
В начале 1970-х годов работал осветителем на Мосфильме, принимал участие в съёмках фильмов «Солярис» и «Внимание, черепаха!».
В 1976 году окончил филологический факультет МГУ по специальности «преподаватель русского языка и литературы».
Работал в журнале «Химия и жизнь» (вёл раздел «Научно-популярная литература»), в течение ряда лет был рецензентом при «Детгизе». В 1981 году работал лектором на подготовительном отделении при Московском энергетическом институте.
В 1981 году эмигрировал в Израиль.
Ни одно его оригинальное произведение не было опубликовано в СССР до 1990 года. Научно-фантастические рассказы Вальдберга составили сборники «Рождение шлягера» (1985 — Израиль, 1990 — СССР) и «Цветок» (1989, Израиль). Затем вышло ещё два его сборника: «Праздник» (1996) и «Кларица» (2015).
В 1980-х годах много печатался в эмигрантской и израильской периодике, в журналах «22» (Тель-Авив), «Семь дней» (Нью-Йорк), «Стрелец» (Париж) и газетах.
Основное профессиональное занятие — компьютерная графика и дизайн.
С 2014 года ведет youtube-канал «Записки воинствующего сибарита».
Женат, имеет двоих детей.

### Книги
1. Рождение шлягера: Повесть / Тель-Авив: G. Valdberg, 1985. — 196 с.: ил.
2. Рождение шлягера / [М.: Возд. транспорт, 1990] — 192 с. — 50000 экз. No ISBN.
3. Эй! Мота-а-а... / Роман в трёх частях без пролога, но с эпилогом. — Ришон ле-Цион: G. Valdberg, 1997. — 373 с.
4. Цветок: Сборник рассказов / Иерусалим: Lexicon, 1989. — 173 с.
5. Праздник: Повесть и три рассказа / Ришон ле-Цион: G. Valdberg, 1996. — 115 с.
6. Любить сразу всё… Часть I. Клисп / Израиль: Diamond Print, Геннадий Вальдберг, 2011. — 336 с. — 1000 экз. ISBN 978-965-91659-1-9
7. Кларица: В эту книгу вошли повести «Кларица», «Было слово» и два рассказа. Геннадий Вальдберг, изд-во «Эра», Москва 2015, 335 с. ISBN 978-5-00-039201-0 (http://www.biblio-globus.ru/service/catalog/details/10240793)
8. Кларица: Геннадий Вальдберг / Altaspera Publishing & Literary / Agency Inc.Genadi Valdberg (Standard Copyright License) / Онтарио, Канада 2014, 293 с., ISBN 978-1-312-68384-6 (http://www.lulu.com/shop/genadi-valdberg/klaritza/paperback/product-21902714.html)

### Публикации в газетах, журналах и альманахах
1. Не входить: Рассказ / Журнал «Круг», № 167, 1980 год (под псевдонимом Геннадий Берг).
2. Alter ego (Альтер эго): Рассказ / Журнал «Круг», № 271, 1982 год.
3. «Эй! Мота-а-а...»: Отрывок из будущего романа (1997) / Журнал «22», № 33, 1983 год.
4. В баню за песней: Рассказ / Журнал «Семь дней» (Нью-Йорк), № 45, 1984 год.
5. Мой друг: Рассказ / Газета «Русская мысль» (Париж) № 3461, 1983 год.
6. Время забыться: Рассказ / Газета «Русская мысль» (Париж) № 3516—3518, 1984 год.
7. Лариса: Рассказ / Газета «Новое русское слово» (Нью-Йорк), 8.05.1985 года.
8. Крысы: Рассказ / Газета «Русская мысль» (Париж) № 3591—3593, 1985 год.
9. Цветок: Рассказ / альманах «Панорама» (Лос-Анджелес), № 92,1983 год.
10. Будет время: Повесть / альманах «Панорама» (Лос-Анджелес), № 131—141, 1983 год.
11. Феерия: Рассказ / альманах «Панорама» (Лос-Анджелес), № 119—121, 1983 год.
12. LEGENDA о писающем британце или Тристрам Шенди, джентльмен из большой деревни / Seminarium Hortus Humanitatis / Альманах XXXIX / Рига, 2015, ISSN 1691—2845